# Hilaire Couvreur
Hilaire Couvreur, né le 22 septembre 1924 à Sint-Andries et mort le 17 février 1998 à Courtrai, est un coureur cycliste belge. Professionnel de 1947 à 1962, il a notamment remporté le Tour du Levant, deux fois le Tour d'Algérie en 1949 et 1950 et une étape du Tour d'Italie 1954.
Il est inhumé à Courtrai.

## Palmarès
- 1947
  - 4e étape du Tour du Limbourg amateurs
  - 5e étape du Tour de Belgique indépendants
  - 3e du championnat de Belgique indépendants
- 1948
  - Circuit des monts du sud-ouest
  - 3e de Gand-Wevelgem
- 1949
  - Classement général du Tour d'Algérie
- 1950
  - Classement général du Tour d'Algérie
- 1951
  - 4e étape du Tour de Belgique
- 1952
  - Tour des onze villes
  - 2e du Grand Prix de clôture
  - 2e du Circuit des monts du sud-ouest
- 1953
  - Tour du Maroc :
    - Classement général
    - 4e étape

  - Circuit de Flandre orientale
  - 8e du Tour des Flandres
  - 8e de Paris-Roubaix
- 1954
  - Tour des onze villes
  - 12e étape du Tour d'Italie
  - 2e du Tour d'Europe
  - 3e du Circuit des Ardennes flamandes - Ichtegem
  - 5e de Paris-Nice
- 1955
  - 1reb étape des Trois Jours d'Anvers (contre-la-montre par équipes)
- 1956
  - 10e du Tour d'Italie
- 1957
  - 4e étape du Tour de Catalogne
  - 6e du Tour de Suisse
- 1958
  - Tour du Levant :
    - Classement général
    - 3e étape (contre-la-montre par équipes)

  - 4e du Tour d'Espagne
- 1959
  - 4e étape du Tour du Levant
  - 3e du Grand Prix Marcel Kint
  - 7e du Tour d'Espagne
- 1960
  - 4eb étape de Menton-Gênes-Rome
- 1961
  - 2e du Tour de Suisse
  - 3e de Rome-Naples-Rome

## Résultats sur les grands tours

### Tour de France
5 participations
- 1950 : abandon (11e étape)
- 1951 : 42e
- 1953 : 28e
- 1955 : abandon (7e étape)
- 1962 : 74e

### Tour d'Espagne
4 participations
- 1956 : 16e
- 1957 : abandon (11e étape)
- 1958 : 4e,  maillot amarillo pendant un jour
- 1959 : 7e

### Tour d'Italie
7 participations
- 1948 : abandon
- 1954 : 30e, vainqueur de la 12e étape
- 1956 : 10e
- 1957 : 47e
- 1959 : 13e
- 1960 : 17e
- 1961 : 24e